# Dicobúnids
Els dicobúnids (Dichobunidae) són una família extinta d'artiodàctils primerencs que visqueren entre l'Eocè inferior i l'Oligocè superior de Nord-amèrica, Europa i Àsia. Els dicobúnids inclouen alguns dels primers artiodàctils coneguts. Eren animals petits, de la mida d'un conill i tenien molts caràcters primitius. Tenien un conjunt de dents complet, a diferència de la majoria d'artiodàctils posteriors, amb denticions més especialitzades.